# Charles de Coster
Charles-Theodore-Henri De Coster (Múnich, 20 de agosto de 1827 - Ixelles, 7 de mayo de 1879) fue un novelista belga cuyos esfuerzos establecieron la base de una literatura belga original.
Nació en Múnich; su padre, Augustin De Coster, era natural de Lieja, y estaba adscrito a la casa del nuncio papal en Múnich, pero pronto regresó a Bélgica. Charles encontró trabajo en un banco de Bruselas, pero en 1850 entró en la Universidad Libre de Bruselas, donde completó sus estudios en 1855. Fue uno de los fundadores de la Société des Joyeux, un pequeño club literario, del que más de un miembro logró distinción literaria.
De Coster debutó com poeta en la Revue trimestrielle, fundada en 1854, y sus primeros esfuerzos en prosa fueron contribuciones a un periódico llamado Uylenspiegel (fundado en 1856). En 1894 Ch. Potvin publicó la correspondencia que abarcaba los años 1850-1858: sus Lettres a Elisa.
Fue un estudiante declarado de Rabelais y Montaigne, y se familiarizó con el francés del siglo XVI. Dijo que el estilo y el habla flamenco no podía ser representado fielmente en el moderno francés, y de conformidad con ello escribió sus primeras obras en la antigua lengua. El éxito de sus Légendes flamandes (1857) se vio incrementado por las ilustraciones de Félicien Rops y otros amigos. En 1861 publicó sus Contes brabançons, en francés moderno.
Su obra maestra fue La leyenda de Thyl Ulenspiegel y Lamme Goedzak (1867), un romance del siglo XVI, en el que el patriotismo belga encontró su expresión plena. En la preparación para esta prosa épica de los gueux pasó alrededor de diez años. Uylenspiegel (Eulenspiegel) ha sido comparado a Don Quijote, e incluso a Panurge. Es el tipo del flamenco del siglo XVI, y la historia de su resurrección de la tumba en sí fue aceptada como una alegoría del destino de la raza. Las hazañas de Uylenspiegel y su amigo forman una trama de narrativa semi-histórica, llena de humor subido de tono, a pesar de las barbaridades que encuentran lugar en él. Este libro fue también ilustrado por Rops y otros.
En 1870 De Coster se convirtió en profesor de historia general y de literatura francesa en la escuela militar. Sus obras sin embargo no fueron ventajosas desde el punto de vista económico; a pesar de su empleo gubernamental siempre estuvo en dificultades; y murió con gran desaliento en mayo de 1879 en Ixelles, Bruselas y está enterrado allí en el cementerio de Ixelles.
La forma tan cara en que se produjo Uylenspiegel hizo que sólo estuviera abierta a una clase limitada de lectores, y cuando apareció en 1893 una nueva edición en francés, barata, fue recibido prácticamente como un libro nuevo en Francia y Bélgica. Era francmasón, y un miembro de Les Vrais Amis de l'Union et du Progrès Réunis del Gran Oriente de Bélgica, donde fue iniciado el 7 de enero de 1858.